# Linnunsaari (ö i Finland)
Linnunsaari är en ö i Finland. Den ligger i sjön Roine och i kommunen Kangasala i den ekonomiska regionen Tammerfors och landskapet Birkaland, i den södra delen av landet, 150 km norr om huvudstaden Helsingfors. Öns area är 0,3 hektar och dess största längd är 80 meter i sydväst-nordöstlig riktning.